# Европско првенство у атлетици за млађе сениоре 2017 — 3.000 метара препреке за жене
Такмичење у трчању на 3.000 метара препреке у женској конкуренцији на 11. Европском првенству у атлетици за млађе сениоре 2017. у Бидгошћу одржано је 13. и 15. јула 2017. на стадиону Жђислав Кшишковјак.
Титулу освојену у Талину 2015, није бранила Тугба Гувенц из Турске јер је прешла у сениорке.

## Земље учеснице
Учествовало је 23 такмичарки из 14 земаља.
1. Данска (1)
2. Израел (1)
3. Италија (3)
4. Мађарска (1)
5. Немачка (2)
6. Пољска (2)
7. Румунија (1)
8. Турска (3)
9. Уједињено Краљевство (1)
10. Украјина (1)
11. Француска (3)
12. Холандија (1)
13. Швајцарска (2)
14. Шпанија (1)

## Освајачи медаља
|                          |                               |                      |
| Ана-Емили Мелер · Данска | Наталија Стребкова · Украјина | Ема Удју · Француска |

## Квалификациона норма
Требало би да такмичарке остваре квалификациону норму у периоду од 1. јануара 2016. до 4. јула 2017. године.
| Норма    |
| -------- |
| 10:35,00 |

## Сатница
| Датум   | Време | Коло          |
| ------- | ----- | ------------- |
| 13. јул | 16:00 | Квалификације |
| 15. јул | 17:16 | Финале        |

## Рекорди
| Рекорди пре почетка Европског првенства 2017. | Рекорди пре почетка Европског првенства 2017. | Рекорди пре почетка Европског првенства 2017. | Рекорди пре почетка Европског првенства 2017. | Рекорди пре почетка Европског првенства 2017. | Рекорди пре почетка Европског првенства 2017. |
| Рекорди                                       | Атлетичарка                                   | Земља                                         | Време                                         | Место                                         | Датум                                         |
| --------------------------------------------- | --------------------------------------------- | --------------------------------------------- | --------------------------------------------- | --------------------------------------------- | --------------------------------------------- |
| Европски рекорд У-23                          | Геза Фелицитас Краузе                         | Немачка                                       | 9:23,52                                       | Лондон, Уједињено Краљевство                  | 6. јул 2012.                                  |
| Рекорди европских првенстава У-23             | Тугба Гувенц                                  | Турска                                        | 9:36,14                                       | Талин, Естонија                               | 11. јул 2015.                                 |
| Најбољи европски резултат сезоне У-23         | Ана Емили Мелер                               | Данска                                        | 9:34,30                                       | Осло, Норвешка                                | 15. јун 2017.                                 |

### Најбољи европски резултати у 2017. години
Десет најбољих атлетичарки у трци на 3.000 метара препреке 2017. године до почетка првенства (12. јул 2017), имале су следећи пласман на европској ранг листи.
| 1.  | Ана Емили Мелер,    | Данска           | 9:34,30  | 15. јун |
| 2.  | Наталија Стребкова, | Украјина         | 9:44,57  |         |
| 3.  | Анета Коњечек,      | Пољска           | 9:57,70  | 17. јун |
| 4.  | Ајми Прат,          | Велика Британија | 9:59,86  | 14. јун |
| 5.  | Изабел Матуци,      | Италија          | 10:00,22 |         |
| 6.  | Ема Удју,           | Француска        | 10:00,34 |         |
| 7.  | Лиане Вајднер,      | Немачка          | 10:00,53 | 27. мај |
| 8.  | Верле Бакер,        | Холандија        | 10:01,46 | 27. мај |
| 9.  | Кејти Ингле,        | Велика Британија | 10:02,34 | 2. јул  |
| 10. | Леа Наваро          | Француска        | 10:04,26 | 27. мај |

Такмичарке чија су имена подебљана учествовале су на ЕП.

## Резултати

### Квалификације
Квалификације су одржане 13. јула. Такмичарке су биле подељене у 2 групе. У полуфинале су се пласирале првих 5 из сваке групе (КВ) и 5 на основу резултата (кв).,,
Старт: група 1 у 16:00, група 2 у 16:16.
| Место | Групе | Атлетичарка           | Земља                | ЛР       | ЛРС      | Резултат | Белешка    |
| ----- | ----- | --------------------- | -------------------- | -------- | -------- | -------- | ---------- |
| 1.    | 1     | Клаудија Присекару    | Румунија             | 10:15,06 | 10:15,06 | 10:07,40 | КВ, ЛР     |
| 2.    | 2     | Ана-Емили Мелер       | Данска               | 9:32,68  | 9:34,30  | 10:07,70 | КВ         |
| 3.    | 1     | Наталија Стребкова    | Украјина             | 9:44,57  | 9:44,57  | 10:10,12 | КВ         |
| 4.    | 2     | Ајми Прат             | Уједињено Краљевство | 10:08,64 | 10:08,64 | 10:10,15 | КВ         |
| 5.    | 1     | Ема Удју              | Француска            | 9:44,74  | 10:00,34 | 10:10,18 | КВ         |
| 6.    | 1     | Адва Коен             | Израел               | 10:12,95 | 10:12,95 | 10:10,22 | КВ, НР, ЛР |
| 7.    | 1     | Леа Мајер             | Немачка              | 10:01,83 | 10:01,83 | 10:10,33 | КВ         |
| 8.    | 1     | Анета Коњечек         | Пољска               | 9:57,70  | 9:57,70  | 10:10,39 | кв         |
| 9.    | 1     | Хиара Шерер           | Швајцарска           | 10:16,73 | 10:16,73 | 10:14,08 | кв, ЛР     |
| 10.   | 2     | Сумеје Ерол           | Турска               | 10:07,52 | 10:07,52 | 10:14,09 | КВ         |
| 11.   | 1     | Леа Наваро            | Француска            | 10:04,26 | 10:04,26 | 10:14,08 | кв         |
| 12.   | 2     | Силвија Ођони         | Италија              | 9:59,64  | 10:14,63 | 10:16,54 | КВ         |
| 13.   | 2     | Верле Бакер           | Холандија            | 10:01,46 | 10:01,46 | 10:16,71 | КВ         |
| 14.   | 2     | Лиане Вајднер         | Немачка              | 10:00,53 | 10:00,53 | 10:17,50 | кв         |
| 15.   | 1     | Изабел Матуци         | Италија              | 10:00,22 | 10:00,22 | 10:20,69 | кв         |
| 16.   | 2     | Елеонора Куртаби      | Италија              | 10:08,80 | 10:08,80 | 10:21,81 |            |
| 17.   | 1     | Викторија Салвадоресн | Шпанија              | 10:23,93 | 10:23,93 | 10:22,00 | ЛР         |
| 18.   | 2     | Патриција Капала      | Пољска               | 10:15,97 | 10:15,97 | 10:26,02 |            |
| 19.   | 1     | Тубај Ердал           | Турска               | 10:21,74 | 10:21,74 | 10:27,07 |            |
| 20.   | 1     | Јајла Килич           | Турска               | 10:31,28 | 10:45,90 | 10:39,75 | ЛРС        |
| 21.   | 2     | Манон Паро            | Француска            | 10:11,62 | 10:11,62 | 10:41,88 |            |
| 22.   | 2     | Анет Сомођи           | Мађарска             | 10:23,27 | 10:23,58 | 10:51,32 |            |
| 23.   | 2     | Барблин Ремунд        | Швајцарска           | 10:29,58 | 10:29,58 | 10:54,41 |            |

### Финале
Финале је одржано 15. јула 2017. године у 17:16.,
| Место | Атлетичарка        | Земља                | Резултат | Белешка |
| ----- | ------------------ | -------------------- | -------- | ------- |
|       | Ана-Емили Мелер    | Данска               | 9:43,05  |         |
|       | Наталија Стребкова | Украјина             | 9:44,52  | НРмс    |
|       | Ема Удју           | Француска            | 9:50.30  | ЛРС     |
| 4.    | Клаудија Присекару | Румунија             | 9:57,37  | ЛР      |
| 5.    | Изабел Матуци      | Италија              | 9:57,68  | ЛР      |
| 6.    | Леа Мајер          | Немачка              | 9:58,16  | ЛР      |
| 7.    | Анета Коњечек      | Пољска               | 10:05,87 |         |
| 8.    | Хиара Шерер        | Швајцарска           | 10:06,41 | ЛР      |
| 9.    | Адва Коен          | Израел               | 10:07,82 | НР, ЛР  |
| 10.   | Леа Наваро         | Француска            | 10:11,63 |         |
| 11.   | Силвија Ођони      | Италија              | 10:20,55 |         |
| 12.   | Лиане Вајднер      | Немачка              | 10:22,83 |         |
| 13.   | Сумеје Ерол        | Турска               | 10:25,39 |         |
| 14.   | Ајми Прат          | Уједињено Краљевство | 10:28,64 |         |
| 15.   | Верле Бакер        | Холандија            | 10:43,10 |         |